# Multi-National Force – Iraq

Schulterabzeichen der US-Army-Teile MNF-I.

Emblem der US-Army-Teile der MNF-I.

Die Multi-National Force – Iraq (MNF-I; deutsch „Multinationale Truppe – Irak“) stellte die militärische Präsenz der „Koalition der Willigen“ im Irak dar. Die MNF-I waren der Nachfolgeverband der Combined Joint Task Force 7, einer Einheit die hauptsächlich aus Truppen der US-Streitkräfte bestand. Insgesamt waren in der multinationalen Truppe, die knapp 150.000 Mann stark war, 26 Nationen vertreten. Von diesen stellen die Vereinigten Staaten knapp 135.000.
Mit der Gründung der Truppe – zusammen mit dem direkt unterstellten Multi-National Corps Iraq – am 15. Mai 2004 verfolgten die führenden Nationen der Besetzung des Irak – die Vereinigten Staaten sowie das Vereinigte Königreich – das Ziel, eine Truppe aufzustellen, die besser organisiert ist und somit ihre Aufgaben zufriedenstellender erfüllen sollte als ihre Vorgängereinheit. Nachdem alle verbündeten Staaten ihre Truppen zwischen 2008 und 2009 abgezogen hatten, wurde der Verband, der nunmehr nur noch aus US-Truppen bestand in United States Forces Iraq (USF-I) umbenannt. Gleichzeitig wurden mit der Umbenennung zum 1. Januar 2010 das unterstellte Multi-National Corps Iraq und das für die Ausbildung der irakischen Sicherheitskräfte zuständige Multi-National Security Transition Command Iraq in die US Forces Iraq integriert.

## Organisation

### Territoriale Organisation
Die MNF-I hat den Irak in fünf Besatzungszonen aufgeteilt. Die USA waren für die als besonders gefährlichen geltenden Regionen des Westens und des Zentrums, in dem sich die Hauptstadt Bagdad befand, sowie für die kurdisch dominierten Gebiete im Norden zuständig. Polen war das Gebiet zugeteilt, das sich südlich der amerikanisch okkupierten Zone befand. Den größten Teil des Südens verwalteten jedoch die Streitkräfte des Vereinigten Königreichs.

## Kommandeure
| Nr. | Name                                        | Bild | Beginn der Berufung | Ende der Berufung                                                                            |
| --- | ------------------------------------------- | ---- | ------------------- | -------------------------------------------------------------------------------------------- |
| 1   | Lieutenant General Ricardo S. Sánchez (USA) |      | 15. Mai 2004        | 4. Juli 2004                                                                                 |
| 2   | General George W. Casey, Jr. (USA)          |      | 4. Juli 2004        | 10. Februar 2007                                                                             |
| 3   | General David H. Petraeus (USA)             |      | 10. Februar 2007    | 16. September 2008                                                                           |
| 4   | General Raymond T. Odierno (USA)            |      | 16. September 2008  | 1. Januar 2010 ab 1. Januar 2010 Kommandeur des Nachfolgeverbandes United States Forces Iraq |